# Ezio Greggio
Ezio Greggio (Cossato, Olaszország, 1954. április 7. –) olasz komikus, színész, író és filmrendező.
Magyarországon ismert filmjei a Csupasz pisztoly a (z)űrben, a Robin Hood, a fuszeklik fejedelme, a Drakula halott és élvezi és A báránysültek hallgatnak.

## Élete és pályafutása
Az olaszországi Cossato városában született, Biella közelében. Művészi pályafutása 18 éves korában kezdődött Biella város helyi tévéjénél, a Telebiella csatornánál, annak alapítója, Peppo Sacchi segítségével. A Telebiella volt Olaszország első magántulajdonú helyi tévéállomása.
1978-ban az olasz országos televízió, a RAI komikusaként szerepelt. Az itteni bemutatkozás nem sikerült túl jól, Greggio számára mindössze annyi előnnyel járt, hogy itt ismerte meg Gianfranco D'Angelo-t, egy másik fiatal komikust, akinek javaslatára Silvio Berlusconi akkoriban alapított új tévéjénél, a milánói Fininvestnél próbáltak szerencsét.
Közös bemutatkozásuk sikere után mindketten szereplői lettek a heti egyszer, két órában adott Drive In című nagy sikerű műsornak, melyben fiatal komikusok szerepeltek. A több éven keresztül készült műsor szinte minden résztvevőjének megalapozta későbbi sikereit. Greggio ezután rendszeres szereplőjévé vált különféle hosszabban futó tévéműsoroknak. Ezek egyike a Drive In nyomdokain készült Odiens, valamint az 1990 és 1993 között futó Paperissima, mely tévés bakikból, elrontott és kihagyott forgatási jelenetekből, valamint házi videókból összeállított humoros műsor volt. Greggio ez időkben alakította ki későbbi és rá jellemző arculatát és gegjeit.
Greggio az egyik állandó szereplője az immár 1988 óta naponta futó Striscia la notizia című tévéműsornak, mely a napi tévéhíradó humoros paródiája.
Első filmje az 1980-as Sbamm!, melyet ő is írt. A következő években több vígjátékban, főként Enrico Oldoini filmjeiben szerepelt. 1994-ben mutatták be A báránysültek hallgatnak című filmjét, melyet ő is rendezett. Az abszurd vígjáték elsősorban az A bárányok hallgatnak és a Psycho filmek paródiája, de emellett számos másik ismert filmre is történik utalás, illetve ismert filmek karakterei, ismert személyek hasonmásai tűnnek fel. Később szerepelt Mel Brooks Robin Hood, a fuszeklik fejedelme és a Drakula halott és élvezi filmekben. 1999-es Svitati című vígjátékát ő is rendezte, ebben Mel Brooks is szereplő. 2000-es filmje a Csupasz pisztoly a (z)űrben, amelyben Leslie Nielsen mellett látható.
Greggio 2000 óta nagyszámú televíziós és filmes produkcióban tűnt fel, azóta is rendszeres résztvevője az 1988 óta futó tévéhíradó paródiának. Később Monte-Carlo-ba költözött, ahol a Monte-Carlo Filmfesztivál vezetője.

## Filmográfia

### Filmproducerként
- A báránysültek hallgatnak (1994) (színész, forgatókönyvíró és filmrendező is)
- Botcsinálta gyilkosjelölt (1997) (színész, forgatókönyvíró és filmrendező is)
- Egy kerékkel kevesebb (1999) (színész és filmrendező is)
- Csupasz pisztoly a (z)űrben (2000) (színész is)

### Színészként
- Drakula halott és élvezi (1995)
- Giovanna apja (2008)
- Fel a kezekkel! (2009)
- Erry kazettái (2023)

## Fordítás
- Ez a szócikk részben vagy egészben  az   Ezio Greggio című angol Wikipédia-szócikk ezen változatának fordításán alapul.  Az eredeti cikk szerkesztőit annak laptörténete sorolja fel. Ez a jelzés csupán a megfogalmazás eredetét és a szerzői jogokat jelzi, nem szolgál a cikkben szereplő információk forrásmegjelöléseként.